# Morgat
Morgat is een badplaats gelegen aan de baai van Douarnenez, in het department Finistère (regio Bretagne) in het westen van Frankrijk. Morgat heeft een soms grillige kustlijn, met in totaal ca. 12 kilometer aan zandstrand. De bekendere plaats Brest bevindt zich op ca. 60 kilometer afstand van Morgat.

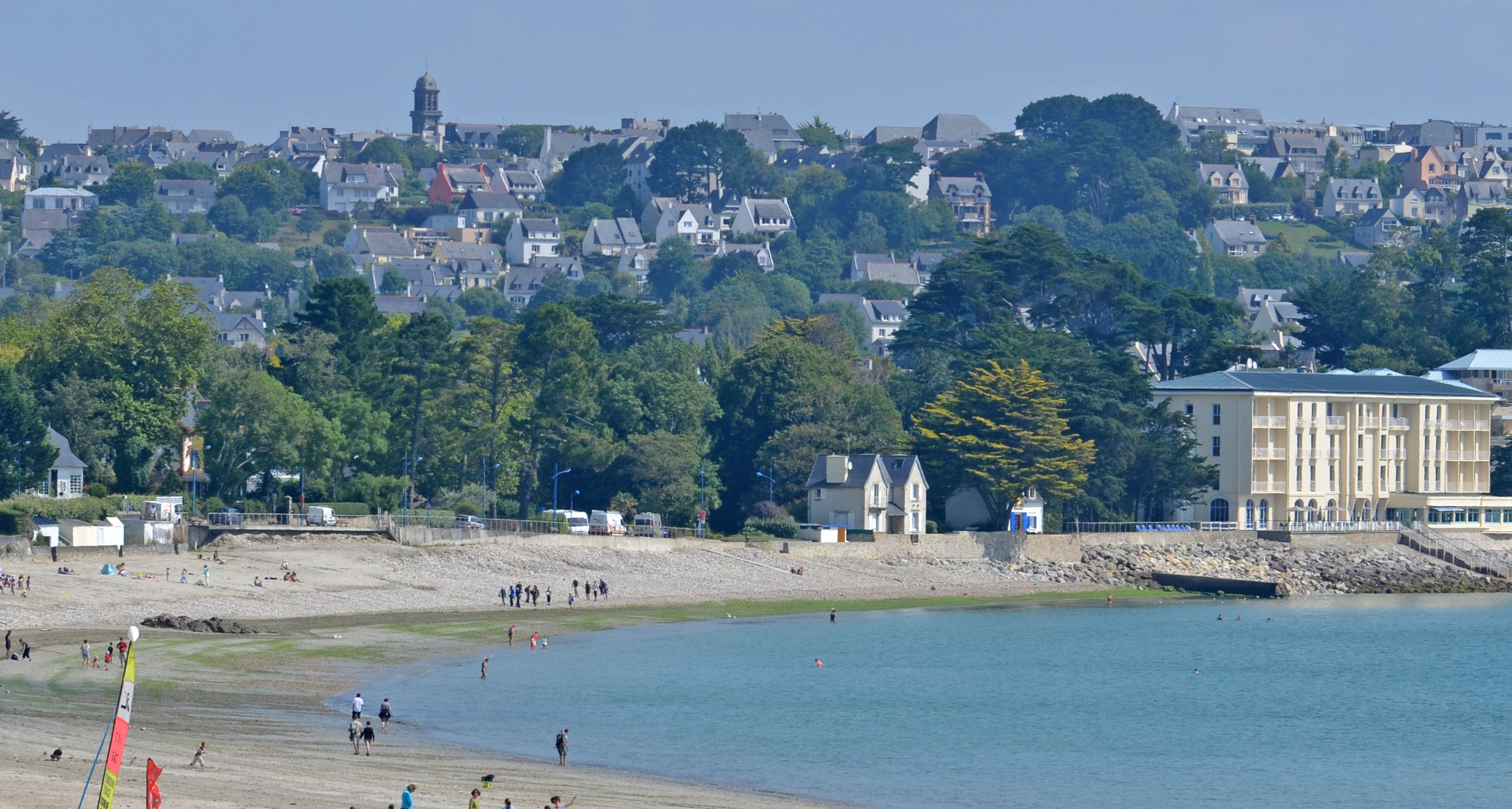
Morgat
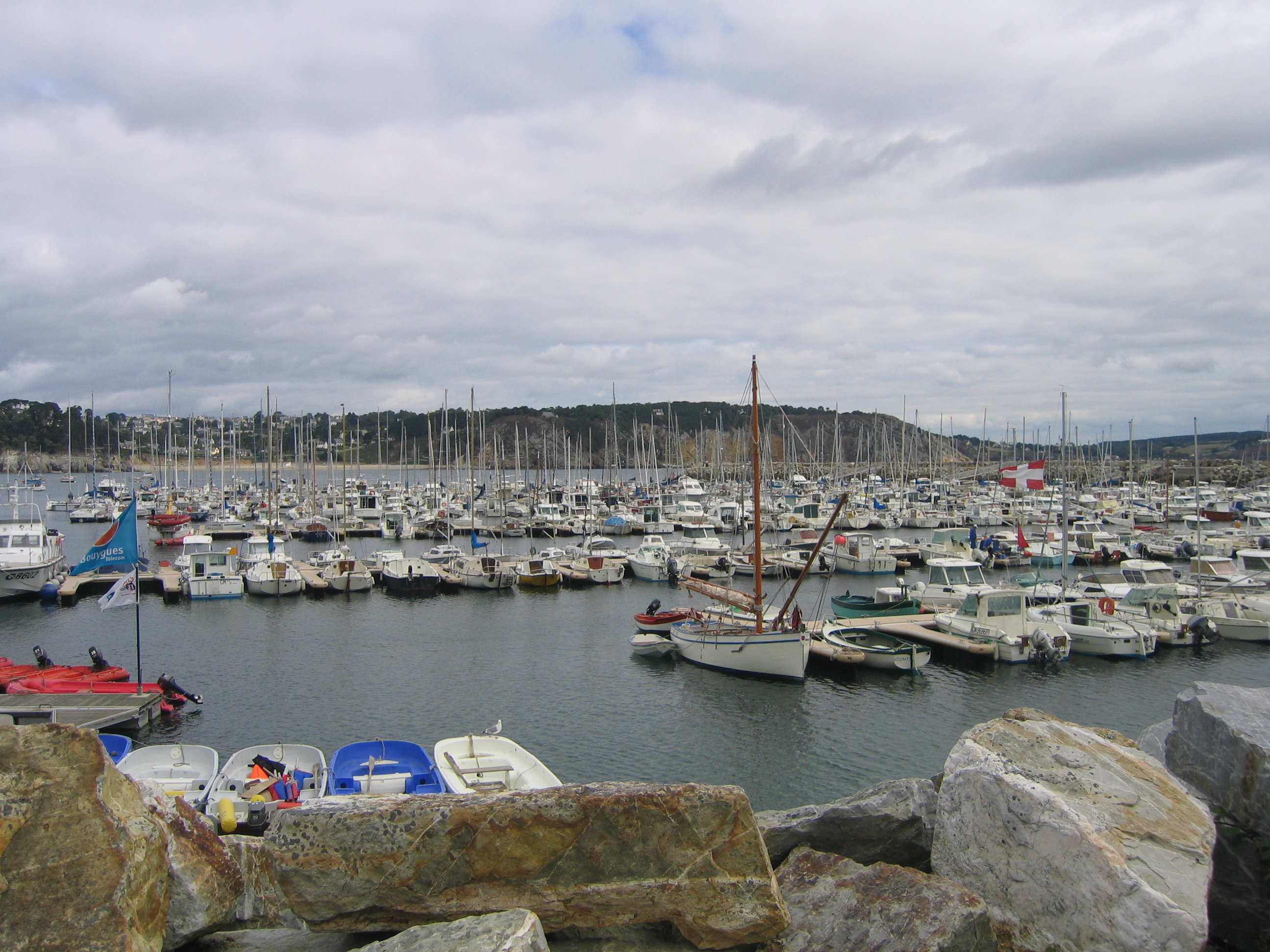
Haven van Morgat
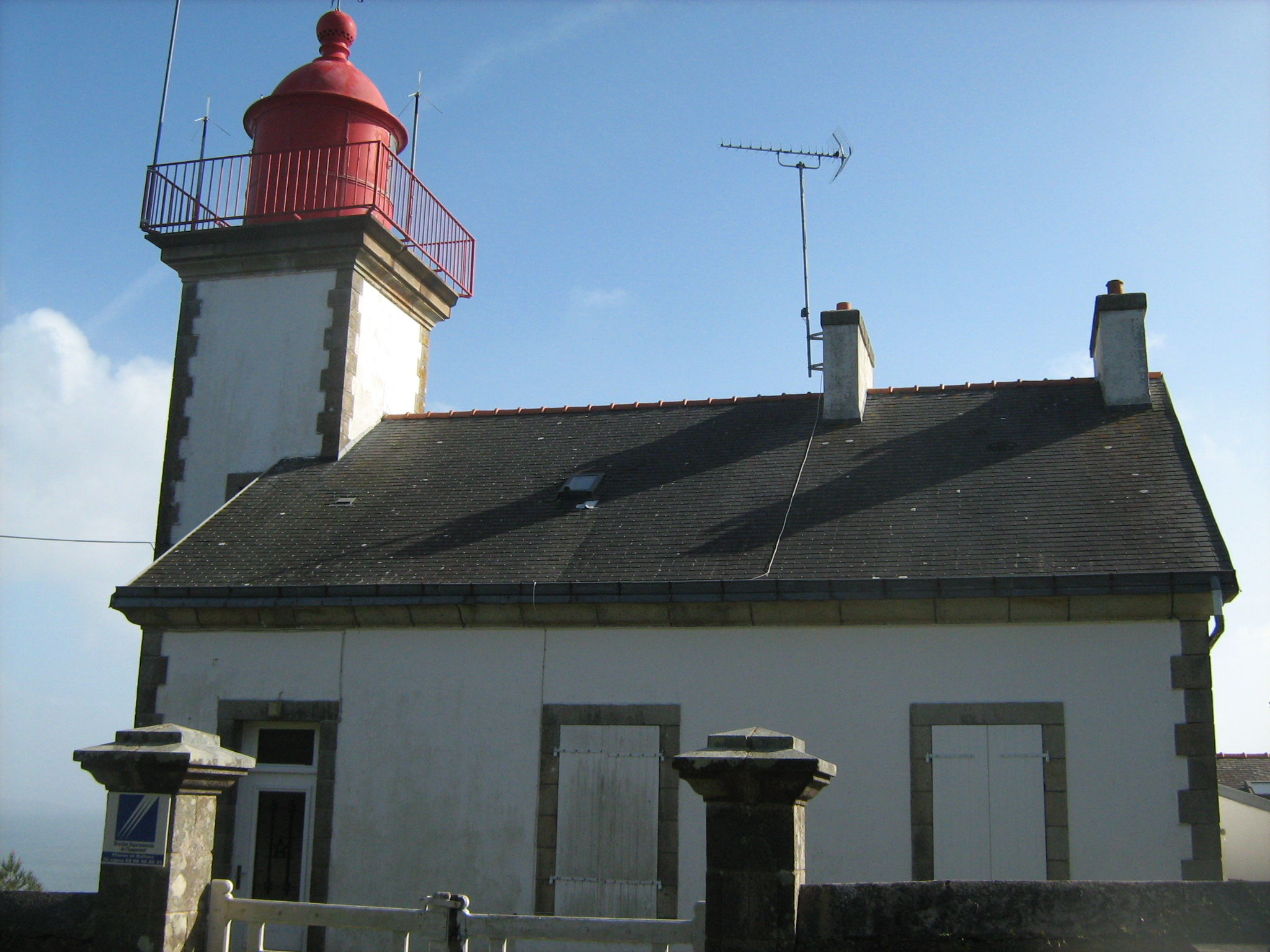
Vuurtoren van Morgat
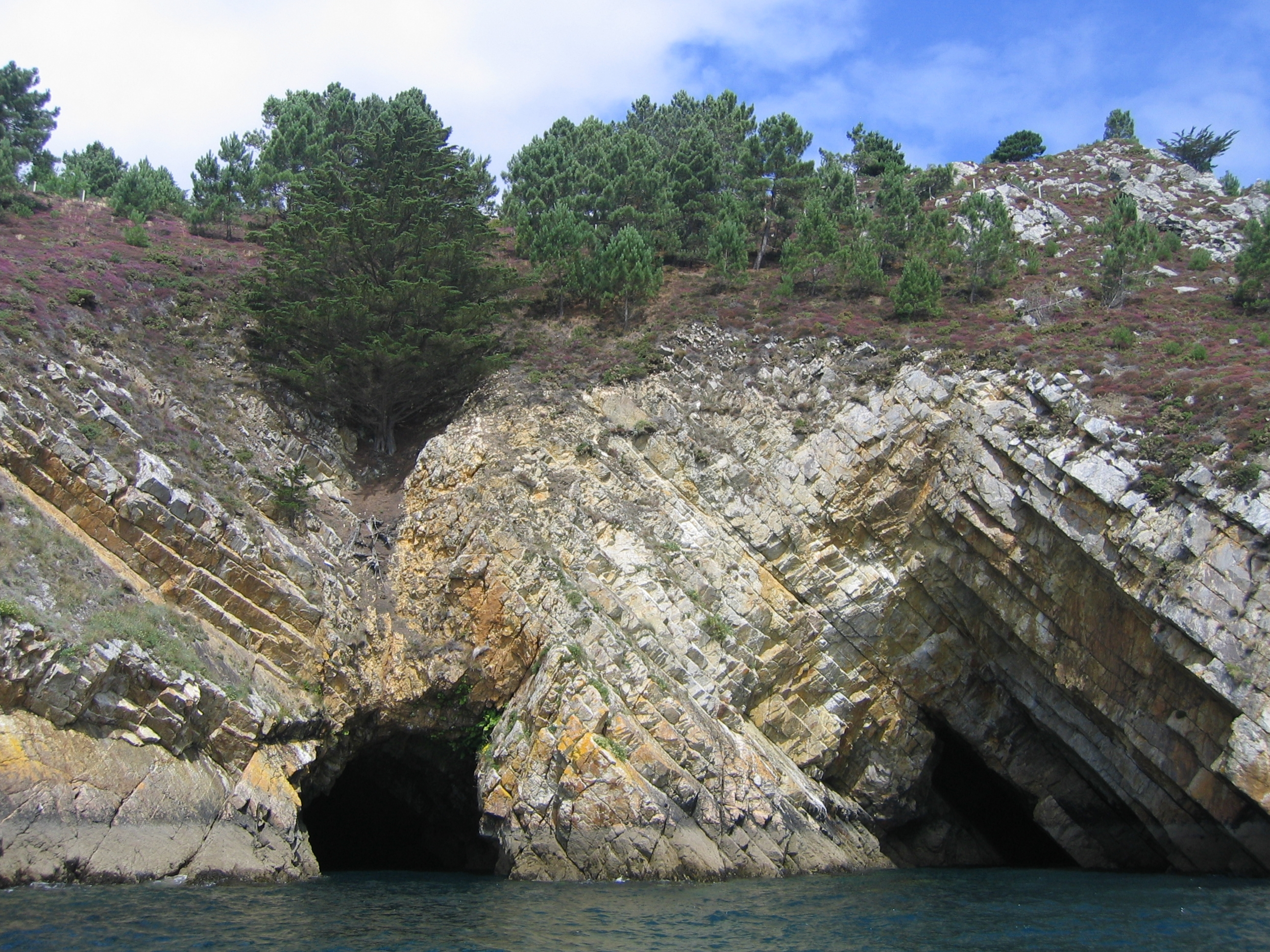
Deel van de kustlijn bij Morgat